# Vịt Aylesbury
Vịt Aylesbury là một giống vịt nhà được thuần hóa chủ yếu là nuôi lấy thịt vịt và ngoại hình. Nó là một con vịt lớn với bộ lông trắng tuyền và một cái mào màu hồng, chân màu cam. Nguồn gốc chính xác của giống vịt này không rõ ràng, nhưng việc nuôi vịt trắng trở nên phổ biến ở Aylesbury, Buckinghamshire, Anh, vào thế kỷ 18 do nhu cầu lông trắng làm chất độn cho mền. Trong thế kỷ 19 chọn lọc nhân giống cho kích thước, hình dạng và màu sắc dẫn đến vịt Aylesbury. Là một giống vịt khá lớn, vịt Aylesbury có bộ lông trắng tuyền và chân và chân màu cam sáng. Nó có cổ tương đối dài và mỏng giống như một con thiên nga, và một mỏ màu hồng dài thẳng ra từ đầu.

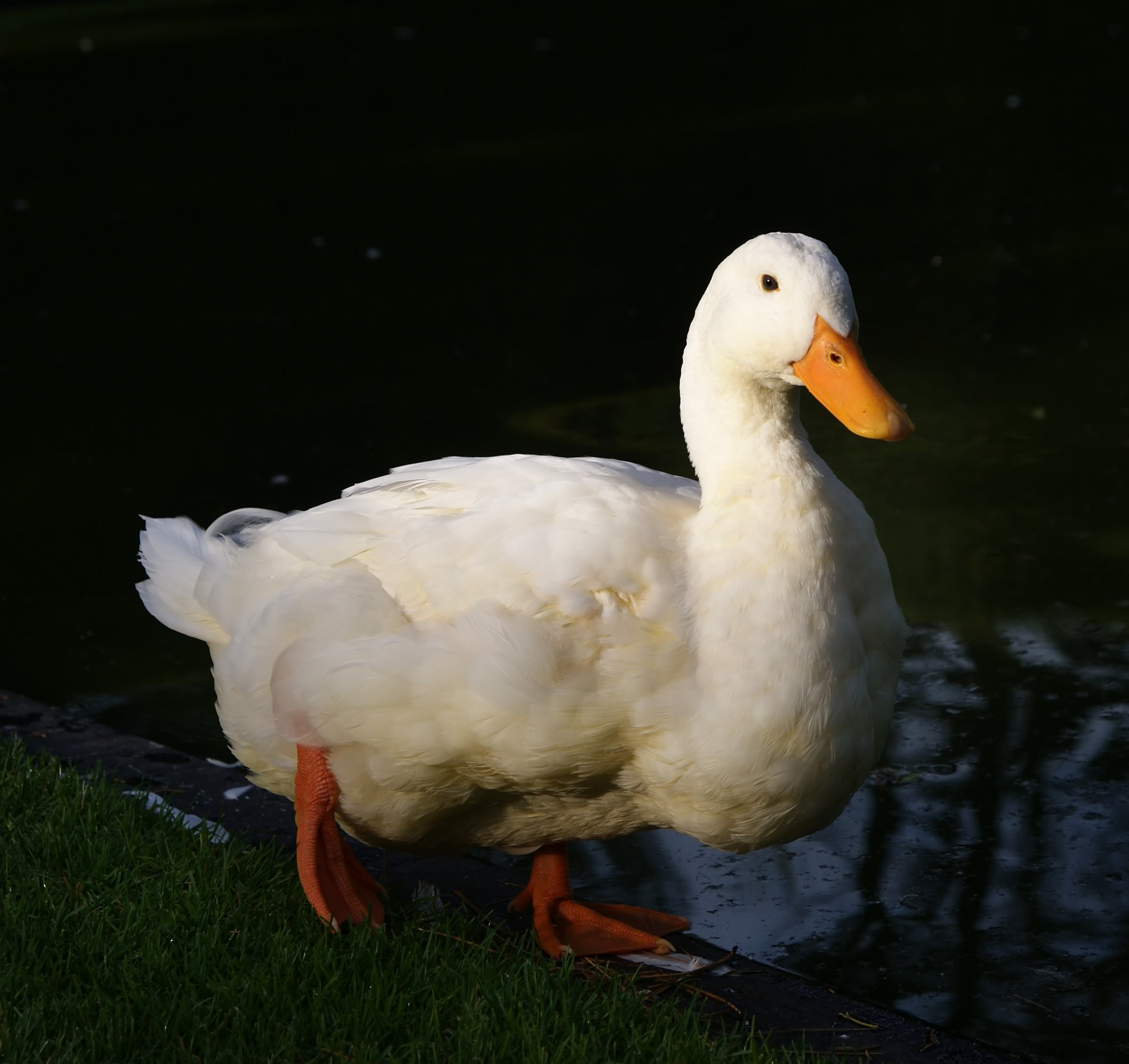
Một con vịt Aylesbury

## Lịch sử
Nuôi vịt đã trở thành một ngành công nghiệp lớn ở Aylesbury trong thế kỷ 19. Những con vịt được nuôi trong các trang trại ở vùng nông thôn xung quanh. Trứng thụ tinh được đưa vào chợ vịt ở thị trấn, nơi cư dân địa phương sẽ nuôi vịt trong nhà của họ. Việc mở một tuyến đường sắt đến Aylesbury vào năm 1839 đã cho phép vận chuyển giá rẻ và nhanh chóng đến các thị trường của London, và việc nuôi vịt trở nên có lợi nhuận cao. Đến những năm 1860, ngành nuôi vịt bắt đầu di chuyển ra khỏi Aylesbury vào các thị trấn và làng mạc xung quanh, và ngành công nghiệp ở Aylesbury bắt đầu suy giảm.
Năm 1873 con vịt Bắc Kinh được du nhập đến Vương quốc Anh. Mặc dù thịt của nó được cho là có hương vị kém hơn so với vịt Aylesbury, Những vịt Bắc Kinh lớn nhanh hơn, rẻ hơn để nuôi. Nhiều nhà lai tạo đã chuyển sang vịt Pekin hoặc lai tạo thành vịt Aylesbury-Pekin. Vào đầu thế kỷ 20, trước sự cạnh tranh của vịt Pekin, việc giao phối cận huyết, và dịch bệnh ở chủng Aylesbury thuần chủng và chi phí thức ăn vịt tăng lên có nghĩa là ngành công nghiệp vịt Aylesbury đã suy giảm.
Chiến tranh thế giới thứ nhất đã làm hư hại ngành công nghiệp vịt còn lại ở Buckinghamshire, xóa sạch các nhà sản xuất quy mô nhỏ và chỉ để lại một vài trang trại lớn. Gián đoạn gây ra bởi Chiến tranh thế giới thứ hai tiếp tục làm hỏng ngành công nghiệp. Vào những năm 1950, chỉ có một đàn vịt Aylesbury đáng kể ở lại Buckinghamshire, và đến năm 1966, không có các doanh nghiệp chăn nuôi vịt hay những con nuôi có kích cỡ nào còn lại ở Aylesbury. Mặc dù chỉ có một đàn vịt Aylesbury thuần chủng còn tồn tại ở Vương quốc Anh và giống này đang bị đe dọa nghiêm trọng ở Hoa Kỳ, vịt Aylesbury vẫn là biểu tượng của thị trấn Aylesbury, và xuất hiện trên cánh tay của Aylesbury và trên huy hiệu câu lạc bộ của Aylesbury United.
Nguồn gốc chính xác của vịt Aylesbury là không rõ ràng. Trước thế kỷ 18, các giống vịt hiếm khi được ghi nhận ở Anh, và vịt phổ biến, được nuôi là một hình thức thuần hóa của vịt trời hoang dã. Con vịt phổ biến khác nhau về màu sắc, và như trong những con vịt hoang dã, màu trắng thỉnh thoảng sẽ xuất hiện. Vịt trắng đặc biệt được đánh giá cao, vì lông của chúng được phổ biến như một chất độn cho mền. Trong thế kỷ 18 chọn lọc chăn nuôi vịt trắng phổ biến dẫn đến một con vịt trong nước trắng, thường được gọi là vịt Anh trắng. Vì ít nhất những con vịt năm 1690 đã được nuôi ở Aylesbury, và vịt Anh trắng trở nên phổ biến ở Aylesbury và các làng xung quanh.
Một con vịt con Aylesbury ấp trong trứng trong 28 ngày. [Cho đến tám tuần sau khi nở, thời gian của những con vịt đầu tiên, vịt trống mái gần như không thể phân biệt được. Không giống như vịt Rouen, loại thịt phổ biến khác ở Anh trong thế kỷ 19, vịt Aylesbury đẻ trứng từ đầu tháng 11 trong năm Vịt Aylesbury vỗ béo nhanh và sau 8 tuần sau khi nở cân nặng tới 5 pound (2,3 kg), đủ lớn để ăn nhưng vẫn trẻ và cực kỳ mềm. Do đó, thịt của chúng được đưa ra thị trường từ tháng 2 trở đi. Những con vịt Rouen, có màu sắc giống như vịt trời làm cho chúng ít có giá trị hơn, đẻ trứng từ đầu tháng Hai và mất sáu tháng để phát triển đủ lớn để ăn. Kết quả là, vịt Aylesbury được bán chủ yếu vào mùa xuân và mùa hè, và Rouen vịt vào mùa thu và mùa đông. 